# مراد مغني
مراد مغني  (بالفرنسية: Mourad Meghni) لاعب كرة قدم جزائري. ولد في 16 أفريل 1984 بباريس,كان يلعب في فريق نادي بولونيا وهو الآن ينشط في فريق نادي شباب قسنطينة الجزائري فاز مع منتخب فرنسا تحت 17 سنة بكأس العالم سنة 2001 كما أنه لعب في منتخب فرنسا تحت 21 سنة لكنه في أوت 2009 تم استدعائه للعب في صفوف منتخب الجزائر أول مرة في مباراة ودية ضد الأوروغواي بقيادة رابح سعدان.
لعب مع المنتخب الجزائري لحد الآن 9 مباريات.
متزوج من فرنسية وفي سنة 2009رزق بمولود سماه عمران نسبة إلى سورة ال عمران

## السيرة الذاتية
مراد مغني ابن لوالد جزائري ولد بالجزائربمدينة أولاد هداج الرغاية وأم جزائرية الاصل تعيش في البرتغال.وقيل انها من عائلة عياد في ولاية سيدي بلعباس. وله شقيق أكبر اسمه سعيد هو أقرب شخص لمراد (يعتبر مراد مغني معشوق الكرة الجزائرية بدون منازع بدخوله قلوب الملاين بدرجة انهم احبو مراد الشخص أكثر من الاعب).

### البدايات
بدأ مراد مداعبة الكرة في أحياء العاصمة الفرنسية باريس قبل أن ينضم للمدرسة التكوينية الأكبر من نوعها في فرنسا كليرفونتين التي أخرجت نجوم كبار كتيري هنري ونيكولاس أنيلكا... الخ من اللاعبين الكبار.

### احترافه
عندما بلغ مراد الـ16 سنة من عمره وبعد أن أبهر فرنسا بإمكانياته انتقل إلى نادي بولونيا الإيطالي الذي لعب له في الفريق الثاني، وكان في كثير من الأحيان يلعب للفريق الأول ويلعب مباريات كبيرة حتى سنة 2006 حين أعير إلى نادي سوشو الفرنسي بعد أن لعب 37 مباراة مع نادي بولونيا في الدوري الإيطالي خلال ثلاث سنوات، سجل خلالها 5 أهداف.
و بعد أن أعير إلى نادي سوشو تابعته كل وسائل إعلام فرنسا وأقنع الجميع بإمكانياته خلال موسم واحد جعل نادي بولونيا يعيد مراد بسرعة ويضمه للفريق الأول للنادي الإيطالي.
و تألق مراد بشكل أكبر في الموسم الأول في إيطاليا بعد رجوعه من فرنسا حيث لعب جميع المباريات مع فريقه بمجموع 35 مباراة سجل خلالها هدفين وأعطى 08 تمريرات حاسمة جعلت مراد تحت الأضواء في إيطاليا وهو في سن الـ23 ربيعا. فانتقل لنادي أكبر وهو نادي العاصمة الإيطالية روما وهو لازيو روما مقابل مليوني يورو.
في لازيو روما قدم مراد الكثير خاصة في موسمه الأول (2007/2008) حيث كان النادي الإيطالي مدعو للمشاركة في دوري الأبطال الأوروبية، حيث أمتع أوروبا بفنياته خاصة عندما لاقى نادي ريال مدريد في سانتياغو برنابيو ولعب مراد في أول موسم له مع لازيو 23 مباراة وسجل أولى أهدافه ضد نادي باوك سالونيكا اليوناني. في الموسم الثاني قدم مراد أداء جيد على العموم حيث لعب 22 مباراة مع ناديه وأحرز كأس إيطاليا وكأس السوبر الإيطالية وأعطى 5 تمريرات حاسمة. وفي هذا الموسم لعب مراد 7 مباريات مع ناديه وسجل هدف وحيد ضد نادي ليفسكي صوفيا في بطولة الدوري الأوروبي وهو بالنسبة للجزائريين الامل الوحيد لكرتهم في الوقت الراهن وتبلغ درجة حبه عندهم إلى حد عدم لعبه واكتفائهم فقط بمشاهدته في التعداد ليزيد من عزيمة جمهورة وانصاره مثلما كاد ان يحدث في كاس العالم الأخيرة عندما كان مراد مصابا لكن الجماهير طالبت باخده ضمن التعداد الدي خاض كاس العالم رغم اصابته وتفائلا به ولعب مع أم صلال والخور وعاد لاصلال والان في اعارة لفريق لخويا مدة 6 شهور.

### مع المنتخب
- لعب مراد مغني للمنتخب الفرنسي وأحرز معه كأس العالم لأقل من 17 سنة وكان أفضل لاعب فيها وتقمص في عدة مرات ألوان المنتخب الأولمبي قبل أن يرفض دعوة المنتخب الأولمبي الفرنسي واتصل برئيس الاتحادية الجزائرية محمد روراوة لإيجاد حل ليمثل مراد منتخب بلاده الأصلي وهذا ما فعله رئيس الاتحادية حيث أتاح لمراد فرصة تقمص ألوان المنتخب الجزائري وهذا ما تحقق بداية من لقاء الأوروغواي في أوت 2009و شارك في تصفيات كأس العالم لكرة القدم 2010 مع المنتخب الوطني وشارك في مباراة الفاصلة أمام المنتخب المصري في 18 نوفمبر وبعدها تأهل المنتخب الوطني ولكأس أفريقيا 2010 وكأس العالم 2010 وشارك مصابا في كأس أفريقيا 2010 حيث تفاقمت له الإصابة واضطر إلى إجراء عملية جراحية أبعدته 10 أشهر عن الملاعب والتي بددت له المشاركة في كأس العالم 2010.
- وينتظر عودته في الأيام القادمة، وبداع تلقيه الإصابة التي أبعدته عن الميادين أكثر من ستة ونصف أشهر تلقى العلاج في قطر وبعدها أمضى في نادي الوصل القطري.

## تتويجاته
- وصيف بطل أوروبا سنة 2000 مع منتخب فرنسا تحت 16 سنة.
- كأس العالم سنة 2001 مع منتخب فرنسا تحت 17 سنة.
- كأس إيطاليا سنة 2009 مع نادي لاتسيو.
- كأس السوبر الإيطالي سنة 2009 مع نادي لاتسيو.
- التأهل لكأس العالم 2010 بجنوب أفريقيا مع المنتخب الجزائري.
- بطل العالم اليوم وكل يوم. [بحاجة لمصدر]
- نائب بطل أوروبا تحت 21 و 17 سنة 2001.

المهمة صعبة، لكنها ليست مستحيلة
عاد مراد مغني إلى التدريبات مع ناديه لازيو منذ شهر، شهر تدرب خلاله الدولي الجزائري بصفة طبيعية دون أي مضاعفات أو أي آلام، لكن هذا لم يكن كافيا حتى يحصل على ثقة مدربه ريجا، فهو إلى حد الآن لم يحصل على فرصته بالمشاركة في مباراة رسمية، وضعية لا تقلق اللاعب الجزائري، ما دام أنه يعرف مسبقا أن الأمور لن تكون سهلة من أجل ذلك. الصحفيون والمتتبعون الذين اقتربنا منهم، أكدوا لنا أن مهمة مغني في العودة وفرض نفسه في الفريق ستكون في غاية التعقيد، خاصة أنه في ظل الموسم الجيد الذي يحققه فريق العاصمة بفضل خط وسط مدعم بلاعبين مميزين للغاية يجعلون من مهمة مغني في اللعب صعبة جدا. محدثونا أكدوا لنا أن المدرب ريجا ليس مستعدا لتغيير خططه ولا تشكيلته من أجل منح الفرصة لـ مغني خلال الفترة المقبلة، والأمور ستتعقد أكثر مع عودة بعض اللاعبين الأساسيين الغائبين مؤخرا بسبب الإصابة.

## وصلات أخرى

### وصلات داخلية
- المنتخب الجزائري لكرة القدم

### وصلات خارجية
- البطاقة الشخصية من موقع Goal

## روابط خارجية
- مراد مغني على موقع الاتحاد الدولي (مؤرشف)  (الإنجليزية)
- مراد مغني على موقع الاتحاد الأوربي (الإنجليزية)
- مراد مغني على موقع قاعدة بيانات كرة القدم.إي يو (الإنجليزية)
- مراد مغني على موقع ليكيب (الفرنسية)
- مراد مغني على موقع ناشيونال فوتبول تيمز (الإنجليزية)
- مراد مغني على موقع Soccerway.com (الإنجليزية)
- مراد مغني على موقع عالم كرة القدم.نت (الإنجليزية)